# Thelypteris andicola
Thelypteris andicola är en kärrbräkenväxtart som beskrevs av Alan Reid Smith. Thelypteris andicola ingår i släktet Thelypteris och familjen Thelypteridaceae. Inga underarter finns listade.